# Sanys corticea
Sanys corticea là một loài bướm đêm trong họ Erebidae.